# Campionatul republican de handbal feminin în 11 categoria A 1958-1959
Campionatul republican de handbal feminin categoria A 1958-1959 a fost a 14-a ediție a eșalonului valoric superior al campionatului național de handbal feminin în 11 jucătoare din România. Competiția a fost organizată de Federația Română de Handbal (FRH) și a fost câștigată de Olimpia București. La finalul campionatului, Măgura Codlei și Gloria Sighișoara au retrogradat, iar Record Mediaș și Constructorul Timișoara au fost obligate să participe la un turneu de baraj pentru menținerea în categoria A a campionatului republican. În urma acestuia, echipa Record Mediaș a retrogradat și ea, iar Constructorul Timișoara s-a menținut în categoria A.
Sezonul 1958-1959 al campionatului republican de handbal feminin s-a desfășurat în sistem fiecare cu fiecare, cu tur și retur.

## Terenuri
Partidele s-au desfășurat pe stadioane din orașele de reședință ale echipelor. În București meciurile s-au jucat pe diferite terenuri de sport, în funcție de disponibilitatea acestora și de apartenența lor la bazele sportive ale echipelor.
| Brașov                | București                    | București           | București             |
| --------------------- | ---------------------------- | ------------------- | --------------------- |
| Stadionul „Tractorul” | Stadionul „23 August”        | Stadionul Giulești  | Stadionul Tineretului |
| Mediaș                | Sibiu                        | Târgu Mureș         | Timișoara             |
| Stadionul orășenesc   | Stadionul de educație fizică | Stadionul orășenesc | Stadionul „Știința”   |

## Echipe participante
- Tractorul Brașov, echipă denumită la acea vreme „Tractorul Orașul Stalin”; menționată în presă, în etapa I, sub numele „Progresul Brașov”;
- Cetatea Bucur București, echipă denumită „Steagul roșu București” până în etapa a X-a, inclusiv;
- C.S.U. București;
- Olimpia București;
- Rapid București;
- Măgura Codlei;
- Record Mediaș;
- Flamura roșie Sibiu; denumită „Steaua roșie Sibiu” începând din etapa a XXI-a;[5]
- Gloria Sighișoara;
- ILEFOR Târgu Mureș, menționată în presă și ca „Ilefor Târgu Mureș”; denumită C.S. Târgu Mureș începând din etapa a XXI-a;[5]
- Constructorul Timișoara;
- Știința Timișoara;

## Sistem
Partidele s-au jucat în sistem fiecare cu fiecare, cu jocuri pe teren propriu și în deplasare, campionatul fiind alcătuit din tur și retur. La final, echipele de pe ultimele două locuri au retrogradat în campionatul de calificare, deoarece la acea vreme nu exista o categorie B decât în campionatul masculin. Echipele clasate pe locurile 9 și 10 au participat la un turneu de baraj cu echipele clasate pe primele două locuri în campionatul de calificare. Cele două câștigătoare ale turneului de baraj s-au calificat în ediția 1959-1960 a campionatului republican.

## Clasament
Ziarul Sportul Popular nu a publicat clasamentul final, ci doar patru clasamente intermediare: la sfârșitul turului (după 11 etape), după 12 etape, după 15 etape și după 19 etape, iar între acestea există unele discrepanțe. Clasamentul final a fost însă tipărit în numărul 3140 din 2 iunie 1959 al ziarului de limbă germană Neuer Weg. De-a lungul întregului an competițional, Neuer Weg a publicat și numeroase clasamente intermediare.
Clasamentul final la data de 31 mai 1959.
|  | Echipe care au participat la barajul de promovare |
|  | Echipe retrogradate în campionatul de calificare  |

| Poz. | Echipa                   | J  | V  | E | Î  | GM  | GP  | DG   | P  | Promovare sau retrogradare                |
| ---- | ------------------------ | -- | -- | - | -- | --- | --- | ---- | -- | ----------------------------------------- |
| 1    | Olimpia M.I.C. București | 22 | 18 | 2 | 2  | 150 | 71  | + 79 | 38 |                                           |
| 2    | Cetatea Bucur București  | 22 | 15 | 4 | 3  | 143 | 77  | + 66 | 34 |                                           |
| 3    | ILEFOR Târgu Mureș       | 22 | 13 | 2 | 7  | 109 | 83  | + 26 | 28 |                                           |
| 4    | Flamura roșie Sibiu      | 22 | 13 | 2 | 7  | 117 | 98  | + 19 | 28 |                                           |
| 5    | Tractorul Brașov         | 22 | 13 | 1 | 8  | 134 | 129 | + 5  | 27 |                                           |
| 6    | Rapid București          | 22 | 11 | 3 | 8  | 105 | 99  | + 6  | 25 |                                           |
| 7    | Știința Timișoara        | 22 | 10 | 4 | 8  | 74  | 70  | + 4  | 24 |                                           |
| 8    | C.S.U. București         | 22 | 10 | 0 | 12 | 118 | 119 | – 1  | 20 |                                           |
| ▼9   | Record Mediaș            | 22 | 4  | 4 | 14 | 68  | 112 | – 44 | 12 | Retrogradată după turneul de baraj        |
| 10   | Constructorul Timișoara  | 22 | 5  | 1 | 16 | 70  | 117 | – 47 | 11 |                                           |
| ▼11  | Măgura Codlei            | 22 | 4  | 2 | 16 | 57  | 118 | – 61 | 10 | Retrogradate în campionatul de calificare |
| ▼12  | Gloria Sighișoara        | 22 | 3  | 1 | 18 | 69  | 121 | – 52 | 7  | Retrogradate în campionatul de calificare |

## Partide
Partidele s-au jucat în cea mai mare parte la datele prevăzute în calendarul competițional, doar câteva dintre ele fiind amânate și disputate la o dată ulterioară. Echipa Record Mediaș nu s-a prezentat la primele patru etape, disputând primul joc abia în etapa a V-a, iar restul partidelor restante ulterior. Partida din prima etapă dintre ILEFOR Târgu Mureș și Record Mediaș, prevăzută inițial pe 7 septembrie 1958, a fost amânată, însă în presa sportivă nu se menționează data la care s-a desfășurat. Meciul a avut cu siguranță loc în luna octombrie 1958, deoarece în clasamentul primelor șapte etape (până pe 5 octombrie 1958), publicat de ziarul Neuer Weg în numărul 2941 din 7 octombrie, partida figura ca restanță, în timp ce în clasamentul după nouă etape (până pe 2 noiembrie 1958), publicat de același ziar în numărul 2965 din 4 noiembrie, Record Mediaș apare cu toate partidele jucate.

## Rezultate în tur
Programul turului de campionat a fost publicat de ziarul Sportul Popular pe 2 septembrie 1958.

### Etapa I
| 7 septembrie 1958 16:00 | C.S.U. București | 6 – 3 | Știința Timișoara        | Stadionul „23 August”, teren II, București |
| 7 septembrie 1958 16:00 | Niculescu 3      | (3–0) | Bernatzky, Funk, Oster 1 | Stadionul „23 August”, teren II, București |
| 7 septembrie 1958 16:00 |                  |       |                          | Stadionul „23 August”, teren II, București |

| 7 septembrie 1958 17:00 | Steagul roșu București | 13 – 1 | Măgura Codlei | Stadionul „23 August”, teren II, București |
| 7 septembrie 1958 17:00 | (5–0)                  |        |               | Stadionul „23 August”, teren II, București |
| 7 septembrie 1958 17:00 |                        |        |               | Stadionul „23 August”, teren II, București |

| 7 septembrie 1958 | Constructorul Timișoara | 6 – 5 | Rapid București | Timișoara |
| 7 septembrie 1958 | Zamfirache 3            | (2–4) | Drăghici 4      | Timișoara |
| 7 septembrie 1958 |                         |       |                 | Timișoara |

| 7 septembrie 1958 | Flamura roșie Sibiu | 11 – 7 | Tractorul Brașov1) | Stadionul de educație fizică, Sibiu |
| 7 septembrie 1958 | (6–4)               |        |                    | Stadionul de educație fizică, Sibiu |
| 7 septembrie 1958 |                     |        |                    | Stadionul de educație fizică, Sibiu |

| 7 septembrie 1958 | Gloria Sighișoara | 6 – 02) | Olimpia București | Sighișoara |
| 7 septembrie 1958 |                   |         |                   | Sighișoara |
| 7 septembrie 1958 |                   |         |                   | Sighișoara |

| ? octombrie 19583) | ILEFOR Târgu Mureș | 5 – 3 | Record Mediaș |  |
| ? octombrie 19583) | (–)                |       |               |  |
| ? octombrie 19583) |                    |       |               |  |

### Etapa a II-a
| 13 septembrie 1958 17:00 | Olimpia București | 3 – 3 | Steagul roșu București | Stadionul Tineretului, București Arbitri: Mihai Szucik |
| 13 septembrie 1958 17:00 | Pădureanu 2       | (2–2) | Dumitrescu, Jipa 1     | Stadionul Tineretului, București Arbitri: Mihai Szucik |
| 13 septembrie 1958 17:00 |                   |       |                        | Stadionul Tineretului, București Arbitri: Mihai Szucik |

| 14 septembrie 1958 | Tractorul Brașov | 8 – 1 | Gloria Sighișoara | Stadionul „Tractorul”, Brașov |
| 14 septembrie 1958 | (4–1)            |       |                   | Stadionul „Tractorul”, Brașov |
| 14 septembrie 1958 |                  |       |                   | Stadionul „Tractorul”, Brașov |

| 14 septembrie 1958 | Știința Timișoara | 3 – 3 | ILEFOR Târgu Mureș | Stadionul Știința, Timișoara |
| 14 septembrie 1958 | E. Szász 3        | (1–3) |                    | Stadionul Știința, Timișoara |
| 14 septembrie 1958 |                   |       |                    | Stadionul Știința, Timișoara |

| 14 septembrie 1958 | Măgura Codlei | 2 – 6 | C.S.U. București | Codlea |
| 14 septembrie 1958 | (1–3)         |       |                  | Codlea |
| 14 septembrie 1958 |               |       |                  | Codlea |

| 14 septembrie 1958 | Constructorul Timișoara | 2 – 8 | Flamura roșie Sibiu | Timișoara |
| 14 septembrie 1958 | (0–5)                   |       |                     | Timișoara |
| 14 septembrie 1958 |                         |       |                     | Timișoara |

| 6 noiembrie 19584) 15:15 | Rapid București                    | 4 – 3 | Record Mediaș | Stadionul Giulești, București |
| 6 noiembrie 19584) 15:15 | Drăghici, Miclea, Neamțu, Scheip 1 | (1–1) |               | Stadionul Giulești, București |
| 6 noiembrie 19584) 15:15 |                                    |       |               | Stadionul Giulești, București |

### Etapa a III-a
| 20 septembrie 1958 16:45 | C.S.U. București | 3 – 6 | Olimpia București | Stadionul Tineretului, București |
| 20 septembrie 1958 16:45 | Coșug 2          | (0–3) | Pădureanu 4       | Stadionul Tineretului, București |
| 20 septembrie 1958 16:45 |                  |       |                   | Stadionul Tineretului, București |

| 21 septembrie 1958 12:00 | Steagul roșu București | 7 – 3 | Tractorul Brașov | Stadionul „23 August”, teren II, București Arbitri: Wagner |
| 21 septembrie 1958 12:00 | Dumitrescu 5           | (2–1) | Nako 2           | Stadionul „23 August”, teren II, București Arbitri: Wagner |
| 21 septembrie 1958 12:00 | 1×                     |       |                  | Stadionul „23 August”, teren II, București Arbitri: Wagner |

| 21 septembrie 1958 | Flamura roșie Sibiu | 5 – 5 | Rapid București | Stadionul de educație fizică, Sibiu Arbitri: Rusu |
| 21 septembrie 1958 | Dobre 3             | (4–3) | Scheip 3        | Stadionul de educație fizică, Sibiu Arbitri: Rusu |
| 21 septembrie 1958 |                     |       |                 | Stadionul de educație fizică, Sibiu Arbitri: Rusu |

| 21 septembrie 1958 | Gloria Sighișoara  | 2 – 4 | Constructorul Timișoara | Sighișoara |
| 21 septembrie 1958 | Idiță, Fabritius 1 | (1–2) | Zamfirache 2            | Sighișoara |
| 21 septembrie 1958 |                    |       |                         | Sighișoara |

| 21 septembrie 1958 | ILEFOR Târgu Mureș | 9 – 1 | Măgura Codlei | Stadionul orășenesc, Târgu Mureș |
| 21 septembrie 1958 | M. Szász 5         | (7–1) | Moldovan 1    | Stadionul orășenesc, Târgu Mureș |
| 21 septembrie 1958 |                    |       |               | Stadionul orășenesc, Târgu Mureș |

| 2 octombrie 19585) | Record Mediaș          | 3 – 3 | Știința Timișoara | Stadionul orășenesc, Mediaș |
| 2 octombrie 19585) | Juga, Szántó, Krauss 1 | (2–2) | Oster 2           | Stadionul orășenesc, Mediaș |
| 2 octombrie 19585) |                        |       |                   | Stadionul orășenesc, Mediaș |

### Etapa a IV-a
| 25 septembrie 1958 14:15 | Rapid București | 5 – 2 | Știința Timișoara | Stadionul Giulești, București |
| 25 septembrie 1958 14:15 | (2–1)           |       |                   | Stadionul Giulești, București |
| 25 septembrie 1958 14:15 |                 |       |                   | Stadionul Giulești, București |

| 25 septembrie 1958 15:30 | Olimpia București | 9 – 4 | ILEFOR Târgu Mureș | Stadionul Tineretului, București |
| 25 septembrie 1958 15:30 | (4–3)             |       |                    | Stadionul Tineretului, București |
| 25 septembrie 1958 15:30 |                   |       |                    | Stadionul Tineretului, București |

| 25 septembrie 1958 | Tractorul Brașov | 10 – 9 | C.S.U. București | Stadionul „Tractorul”, Brașov |
| 25 septembrie 1958 | (2–4)            |        |                  | Stadionul „Tractorul”, Brașov |
| 25 septembrie 1958 |                  |        |                  | Stadionul „Tractorul”, Brașov |

| 25 septembrie 1958 | Constructorul Timișoara | 3 – 3 | Steagul roșu București | Timișoara |
| 25 septembrie 1958 | (2–1)                   |       |                        | Timișoara |
| 25 septembrie 1958 |                         |       |                        | Timișoara |

| 25 septembrie 1958 | Flamura roșie Sibiu | 9 – 1 | Gloria Sighișoara | Stadionul de educație fizică, Sibiu |
| 25 septembrie 1958 | (4–1)               |       |                   | Stadionul de educație fizică, Sibiu |
| 25 septembrie 1958 |                     |       |                   | Stadionul de educație fizică, Sibiu |

| 9 octombrie 19586) | Măgura Codlei | 3 – 0 | Record Mediaș | Codlea |
| 9 octombrie 19586) | (–)           |       |               | Codlea |
| 9 octombrie 19586) |               |       |               | Codlea |

### Etapa a V-a
| 28 septembrie 1958 | Steagul roșu București | 6 – 2 | Flamura roșie Sibiu |  |
| 28 septembrie 1958 | Dumitrescu, Jipa 2     | (2–1) | Hoffman, Waltzer 1  |  |
| 28 septembrie 1958 |                        |       |                     |  |

| 28 septembrie 1958 | C.S.U. București | 9 – 2 | Constructorul Timișoara |  |
| 28 septembrie 1958 | Jianu 4          | (4–2) | Sandu 2                 |  |
| 28 septembrie 1958 |                  |       |                         |  |

| 28 septembrie 1958 | Gloria Sighișoara | 7 – 10 | Rapid București | Sighișoara |
| 28 septembrie 1958 | (3–5)             |        |                 | Sighișoara |
| 28 septembrie 1958 |                   |        |                 | Sighișoara |

| 28 septembrie 1958 | ILEFOR Târgu Mureș | 4 – 1 | Tractorul Brașov | Stadionul orășenesc, Târgu Mureș |
| 28 septembrie 1958 | (2–0)              |       |                  | Stadionul orășenesc, Târgu Mureș |
| 28 septembrie 1958 |                    |       |                  | Stadionul orășenesc, Târgu Mureș |

| 28 septembrie 1958 | Record Mediaș | 1 – 6 | Olimpia București | Stadionul orășenesc, Mediaș |
| 28 septembrie 1958 | (1–5)         |       |                   | Stadionul orășenesc, Mediaș |
| 28 septembrie 1958 |               |       |                   | Stadionul orășenesc, Mediaș |

| 28 septembrie 1958 | Știința Timișoara | 8 – 6 | Măgura Codlei | Stadionul Știința, Timișoara |
| 28 septembrie 1958 | (4–2)             |       |               | Stadionul Știința, Timișoara |
| 28 septembrie 1958 |                   |       |               | Stadionul Știința, Timișoara |

### Etapa a VI-a
| 5 octombrie 1958 10:30 | Rapid București | 4 – 2 | Măgura Codlei | Stadionul Giulești, București |
| 5 octombrie 1958 10:30 | (1–2)           |       |               | Stadionul Giulești, București |
| 5 octombrie 1958 10:30 |                 |       |               | Stadionul Giulești, București |

| 5 octombrie 1958 | Constructorul Timișoara | 6 – 5 | ILEFOR Târgu Mureș | Timișoara |
| 5 octombrie 1958 | (3–3)                   |       |                    | Timișoara |
| 5 octombrie 1958 |                         |       |                    | Timișoara |

| 5 octombrie 1958 | Tractorul Brașov | 11 – 6 | Record Mediaș | Stadionul „Tractorul”, Brașov |
| 5 octombrie 1958 | Stark 6          | (7–2)  | Juga 3        | Stadionul „Tractorul”, Brașov |
| 5 octombrie 1958 |                  |        |               | Stadionul „Tractorul”, Brașov |

| 5 octombrie 1958 | Flamura roșie Sibiu | 9 – 7 | C.S.U. București | Stadionul de educație fizică, Sibiu |
| 5 octombrie 1958 | Dobre 7             | (3–4) | Jianu 4          | Stadionul de educație fizică, Sibiu |
| 5 octombrie 1958 |                     |       |                  | Stadionul de educație fizică, Sibiu |

| 5 octombrie 1958 16:30 | Olimpia București | 3 – 0 | Știința Timișoara | Stadionul Tineretului, teren I, București |
| 5 octombrie 1958 16:30 | (2–0)             |       |                   | Stadionul Tineretului, teren I, București |
| 5 octombrie 1958 16:30 |                   |       |                   | Stadionul Tineretului, teren I, București |

| 5 octombrie 1958 | Gloria Sighișoara | 1 – 9 | Steagul roșu București | Sighișoara |
| 5 octombrie 1958 | (0–3)             |       |                        | Sighișoara |
| 5 octombrie 1958 |                   |       |                        | Sighișoara |

### Etapa a VII-a
| 25 octombrie 1958 16:00 | Steagul roșu București | 6 – 6 | Rapid București | Stadionul „23 August”, teren II, București |
| 25 octombrie 1958 16:00 | Dumitrescu 5           | (2–2) | Scheip 3        | Stadionul „23 August”, teren II, București |
| 25 octombrie 1958 16:00 |                        |       |                 | Stadionul „23 August”, teren II, București |

| 26 octombrie 1958 15:00 | C.S.U. București | 3 – 7 | Gloria Sighișoara | Stadionul Tineretului, București |
| 26 octombrie 1958 15:00 | (2–3)            |       |                   | Stadionul Tineretului, București |
| 26 octombrie 1958 15:00 |                  |       |                   | Stadionul Tineretului, București |

| 26 octombrie 1958 | ILEFOR Târgu Mureș | 2 – 6 | Flamura roșie Sibiu | Stadionul orășenesc, Târgu Mureș |
| 26 octombrie 1958 | Bîcu, M. Szász 1   | (1–3) | Vetzer 3            | Stadionul orășenesc, Târgu Mureș |
| 26 octombrie 1958 |                    |       |                     | Stadionul orășenesc, Târgu Mureș |

| 26 octombrie 1958 | Record Mediaș | 3 – 1 | Constructorul Timișoara | Stadionul orășenesc, Mediaș |
| 26 octombrie 1958 | (1–0)         |       |                         | Stadionul orășenesc, Mediaș |
| 26 octombrie 1958 |               |       |                         | Stadionul orășenesc, Mediaș |

| 26 octombrie 1958 | Știința Timișoara | 6 – 4 | Tractorul Brașov | Stadionul Știința, Timișoara |
| 26 octombrie 1958 | Bernatzky 4       | (4–3) | Nako 2           | Stadionul Știința, Timișoara |
| 26 octombrie 1958 |                   |       |                  | Stadionul Știința, Timișoara |

| 26 octombrie 1958 | Măgura Codlei | 0 – 9 | Olimpia București | Codlea |
| 26 octombrie 1958 |               | (0–4) | Szőke 5           | Codlea |
| 26 octombrie 1958 |               |       |                   | Codlea |

### Etapa a VIII-a
| 30 octombrie 1958 15:00 | Rapid București | 5 – 9 | Olimpia București | Stadionul Giulești, București |
| 30 octombrie 1958 15:00 | (2–5)           |       |                   | Stadionul Giulești, București |
| 30 octombrie 1958 15:00 |                 |       |                   | Stadionul Giulești, București |

| 30 octombrie 1958 | Steagul roșu București | 8 – 5 | C.S.U. București | Stadionul Giulești, București |
| 30 octombrie 1958 | Dumitrescu 6           | (4–4) | Niculescu 2      | Stadionul Giulești, București |
| 30 octombrie 1958 |                        |       |                  | Stadionul Giulești, București |

| 30 octombrie 1958 | Gloria Sighișoara | 2 – 5 | ILEFOR Târgu Mureș | Sighișoara |
| 30 octombrie 1958 | (–)               |       |                    | Sighișoara |
| 30 octombrie 1958 |                   |       |                    | Sighișoara |

| 30 octombrie 1958 | Flamura roșie Sibiu | 4 – 2 | Record Mediaș | Stadionul de educație fizică, Sibiu |
| 30 octombrie 1958 | (2–0)               |       |               | Stadionul de educație fizică, Sibiu |
| 30 octombrie 1958 |                     |       |               | Stadionul de educație fizică, Sibiu |

| 30 octombrie 1958 | Tractorul Brașov | 9 – 4 | Măgura Codlei | Stadionul „Tractorul”, Brașov |
| 30 octombrie 1958 | (6–2)            |       |               | Stadionul „Tractorul”, Brașov |
| 30 octombrie 1958 |                  |       |               | Stadionul „Tractorul”, Brașov |

| 30 octombrie 1958 | Știința Timișoara | 5 – 4 | Constructorul Timișoara | Stadionul Știința, Timișoara |
| 30 octombrie 1958 | (3–3)             |       |                         | Stadionul Știința, Timișoara |
| 30 octombrie 1958 |                   |       |                         | Stadionul Știința, Timișoara |

### Etapa a IX-a
| 2 noiembrie 1958 13:30 | C.S.U. București | 6 – 5 | Rapid București | Stadionul Tineretului, București |
| 2 noiembrie 1958 13:30 | (3–2)            |       |                 | Stadionul Tineretului, București |
| 2 noiembrie 1958 13:30 |                  |       |                 | Stadionul Tineretului, București |

| 2 noiembrie 1958 15:30 | Olimpia București | 11 – 3 | Tractorul Brașov | Stadionul Tineretului, București Arbitri: M. Antonescu |
| 2 noiembrie 1958 15:30 | (6–3)             |        |                  | Stadionul Tineretului, București Arbitri: M. Antonescu |
| 2 noiembrie 1958 15:30 |                   |        |                  | Stadionul Tineretului, București Arbitri: M. Antonescu |

| 2 noiembrie 1958 | ILEFOR Târgu Mureș | 4 – 5 | Steagul roșu București | Stadionul orășenesc, Târgu Mureș |
| 2 noiembrie 1958 | (1–2)              |       |                        | Stadionul orășenesc, Târgu Mureș |
| 2 noiembrie 1958 |                    |       |                        | Stadionul orășenesc, Târgu Mureș |

| 2 noiembrie 1958 | Record Mediaș | 3 – 3 | Gloria Sighișoara | Stadionul orășenesc, Mediaș |
| 2 noiembrie 1958 | (2–1)         |       |                   | Stadionul orășenesc, Mediaș |
| 2 noiembrie 1958 |               |       |                   | Stadionul orășenesc, Mediaș |

| 2 noiembrie 1958 | Știința Timișoara | 5 – 1 | Flamura roșie Sibiu | Stadionul Știința, Timișoara |
| 2 noiembrie 1958 | (2–1)             |       |                     | Stadionul Știința, Timișoara |
| 2 noiembrie 1958 |                   |       |                     | Stadionul Știința, Timișoara |

| 2 noiembrie 1958 | Măgura Codlei | 2 – 0 | Constructorul Timișoara | Codlea |
| 2 noiembrie 1958 | Preidt 2      | (2–0) |                         | Codlea |
| 2 noiembrie 1958 |               |       |                         | Codlea |

### Etapa a X-a
| 9 noiembrie 1958 | Rapid București | 8 – 4 | Tractorul Brașov | Stadionul Giulești, București |
| 9 noiembrie 1958 | (6–0)           |       |                  | Stadionul Giulești, București |
| 9 noiembrie 1958 |                 |       |                  | Stadionul Giulești, București |

| 9 noiembrie 1958 | Constructorul Timișoara | 4 – 9 | Olimpia București | Timișoara |
| 9 noiembrie 1958 | (3–4)                   |       |                   | Timișoara |
| 9 noiembrie 1958 |                         |       |                   | Timișoara |

| 9 noiembrie 1958 | Flamura roșie Sibiu | 3 – 3 | Măgura Codlei | Stadionul de educație fizică, Sibiu |
| 9 noiembrie 1958 | (1–1)               |       |               | Stadionul de educație fizică, Sibiu |
| 9 noiembrie 1958 |                     |       |               | Stadionul de educație fizică, Sibiu |

| 9 noiembrie 1958 | Gloria Sighișoara | 1 – 3 | Știința Timișoara | Sighișoara |
| 9 noiembrie 1958 | (1–1)             |       |                   | Sighișoara |
| 9 noiembrie 1958 |                   |       |                   | Sighișoara |

| 9 noiembrie 1958 | Steagul roșu București | 10 – 1 | Record Mediaș |  |
| 9 noiembrie 1958 | (7–1)                  |        |               |  |
| 9 noiembrie 1958 |                        |        |               |  |

| 9 noiembrie 1958 | C.S.U. București | 5 – 6 | ILEFOR Târgu Mureș |  |
| 9 noiembrie 1958 | (1–3)            |       |                    |  |
| 9 noiembrie 1958 |                  |       |                    |  |

### Etapa a XI-a
| 5 noiembrie 1958 | Tractorul Brașov | 6 – 5 | Constructorul Timișoara | Stadionul „Tractorul”, Brașov |
| 5 noiembrie 1958 | (4–3)            |       |                         | Stadionul „Tractorul”, Brașov |
| 5 noiembrie 1958 |                  |       |                         | Stadionul „Tractorul”, Brașov |

| 16 noiembrie 1958 14:15 | Olimpia București | 12 – 4 | Flamura roșie Sibiu | Stadionul Tineretului, București |
| 16 noiembrie 1958 14:15 | Szőke 4           | (6–2)  | Dobre 2             | Stadionul Tineretului, București |
| 16 noiembrie 1958 14:15 |                   |        |                     | Stadionul Tineretului, București |

| 16 noiembrie 1958 | Știința Timișoara | 1 – 1 | Cetatea Bucur București7) | Stadionul Știința, Timișoara |
| 16 noiembrie 1958 | Bernatzky 1       | (1–0) | Dumitrescu 1              | Stadionul Știința, Timișoara |
| 16 noiembrie 1958 |                   |       |                           | Stadionul Știința, Timișoara |

| 16 noiembrie 1958 | ILEFOR Târgu Mureș          | 3 – 3 | Rapid București | Stadionul orășenesc, Târgu Mureș |
| 16 noiembrie 1958 | Cătineanu, Dosztál, Incze 1 | (2–1) | Drăghici 2      | Stadionul orășenesc, Târgu Mureș |
| 16 noiembrie 1958 |                             |       |                 | Stadionul orășenesc, Târgu Mureș |

| 16 noiembrie 1958 | Măgura Codlei | 4 – 3 | Gloria Sighișoara | Codlea |
| 16 noiembrie 1958 | (3–2)         |       |                   | Codlea |
| 16 noiembrie 1958 |               |       |                   | Codlea |

| 16 noiembrie 1958 | Record Mediaș | 6 – 5 | C.S.U. București | Stadionul orășenesc, Mediaș |
| 16 noiembrie 1958 | (5–2)         |       |                  | Stadionul orășenesc, Mediaș |
| 16 noiembrie 1958 |               |       |                  | Stadionul orășenesc, Mediaș |

| Valabil pe 16 noiembrie 1958, la sfârșitul turului \| Poz. \| Echipa \| J \| V \| E \| Î \| GM \| GP \| G \| P \| \| ---- \| ----------------------- \| -- \| - \| - \| - \| -- \| -- \| ---- \| -- \| \| 1 \| Olimpia București \| 11 \| 9 \| 1 \| 1 \| 77 \| 33 \| + 44 \| 19 \| \| 2 \| Cetatea Bucur București \| 11 \| 7 \| 4 \| 0 \| 71 \| 30 \| + 41 \| 18 \| \| 3 \| Flamura roșie Sibiu \| 11 \| 6 \| 2 \| 3 \| 62 \| 52 \| + 10 \| 14 \| \| 4 \| Rapid București \| 11 \| 5 \| 3 \| 3 \| 60 \| 53 \| + 7 \| 13 \| \| 5 \| Știința Timișoara \| 11 \| 5 \| 3 \| 3 \| 39 \| 37 \| + 2 \| 13 \| \| 6 \| ILEFOR Târgu Mureș \| 11 \| 5 \| 2 \| 4 \| 50 \| 44 \| + 6 \| 12 \| \| 7 \| Tractorul Brașov \| 11 \| 5 \| 0 \| 6 \| 66 \| 72 \| – 6 \| 10 \| \| 8 \| C.S.U. București \| 11 \| 4 \| 0 \| 7 \| 64 \| 64 \| 0 \| 8 \| \| 9 \| Constructorul Timișoara \| 11 \| 3 \| 1 \| 7 \| 37 \| 57 \| – 20 \| 7 \| \| 10 \| Măgura Codlei \| 11 \| 3 \| 1 \| 7 \| 28 \| 64 \| – 36 \| 7 \| \| 11 \| Record Mediaș \| 11 \| 2 \| 2 \| 7 \| 31 \| 55 \| – 24 \| 6 \| \| 12 \| Gloria Sighișoara \| 11 \| 2 \| 1 \| 8 \| 34 \| 58 \| – 24 \| 5 \| |                         |    |   |   |   |    |    |      |    |
| Poz. | Echipa                  | J  | V | E | Î | GM | GP | G    | P  |
| 1 | Olimpia București       | 11 | 9 | 1 | 1 | 77 | 33 | + 44 | 19 |
| 2 | Cetatea Bucur București | 11 | 7 | 4 | 0 | 71 | 30 | + 41 | 18 |
| 3 | Flamura roșie Sibiu     | 11 | 6 | 2 | 3 | 62 | 52 | + 10 | 14 |
| 4 | Rapid București         | 11 | 5 | 3 | 3 | 60 | 53 | + 7  | 13 |
| 5 | Știința Timișoara       | 11 | 5 | 3 | 3 | 39 | 37 | + 2  | 13 |
| 6 | ILEFOR Târgu Mureș      | 11 | 5 | 2 | 4 | 50 | 44 | + 6  | 12 |
| 7 | Tractorul Brașov        | 11 | 5 | 0 | 6 | 66 | 72 | – 6  | 10 |
| 8 | C.S.U. București        | 11 | 4 | 0 | 7 | 64 | 64 | 0    | 8  |
| 9 | Constructorul Timișoara | 11 | 3 | 1 | 7 | 37 | 57 | – 20 | 7  |
| 10 | Măgura Codlei           | 11 | 3 | 1 | 7 | 28 | 64 | – 36 | 7  |
| 11 | Record Mediaș           | 11 | 2 | 2 | 7 | 31 | 55 | – 24 | 6  |
| 12 | Gloria Sighișoara       | 11 | 2 | 1 | 8 | 34 | 58 | – 24 | 5  |

## Rezultate în retur
Perioada de desfășurare a returului de campionat a fost publicată de ziarul Sportul Popular pe 22 noiembrie 1958.

### Etapa a XII-a
| 29 martie 1959 10:00 | Rapid București | 6 – 2 | Constructorul Timișoara | Stadionul P.T.T., București |
| 29 martie 1959 10:00 | Drăghici 3      | (2–2) | Neurohr, Sandu 1        | Stadionul P.T.T., București |
| 29 martie 1959 10:00 |                 |       |                         | Stadionul P.T.T., București |

| 29 martie 1959 15:30 | Olimpia București | 11 – 5 | Gloria Sighișoara |  |
| 29 martie 1959 15:30 | Pădureanu 4       | (6–1)  | Wonnerth 2        |  |
| 29 martie 1959 15:30 |                   |        |                   |  |

| 29 martie 1959 | Măgura Codlei     | 4 – 7 | Cetatea Bucur București | Codlea |
| 29 martie 1959 | Felteș, Vigheci 2 | (2–5) | Dumitrescu 5            | Codlea |
| 29 martie 1959 |                   |       |                         | Codlea |

| 29 martie 1959 | Știința Timișoara | 3 – 1 | C.S.U. București | Stadionul Știința, Timișoara |
| 29 martie 1959 | Bernatzky 2       | (1–0) | Jianu 1          | Stadionul Știința, Timișoara |
| 29 martie 1959 |                   |       |                  | Stadionul Știința, Timișoara |

| 29 martie 1959 | Tractorul Brașov | 6 – 5 | Flamura roșie Sibiu | Stadionul „Tractorul”, Brașov |
| 29 martie 1959 | Windt, Stark 2   | (4–3) | Dobre 3             | Stadionul „Tractorul”, Brașov |
| 29 martie 1959 |                  |       |                     | Stadionul „Tractorul”, Brașov |

| 29 martie 1959 | Record Mediaș | 4 – 5 | ILEFOR Târgu Mureș | Stadionul orășenesc, Mediaș Arbitri: Bîrleanu |
| 29 martie 1959 | (2–2)         |       |                    | Stadionul orășenesc, Mediaș Arbitri: Bîrleanu |
| 29 martie 1959 |               | 1×    |                    | Stadionul orășenesc, Mediaș Arbitri: Bîrleanu |

### Etapa a XIII-a
| 4 aprilie 1959 | Cetatea Bucur București | 5 – 6 | Olimpia București  |  |
| 4 aprilie 1959 | Dumitrescu, Vasile 2    | (3–4) | Pădureanu, Szőke 3 |  |
| 4 aprilie 1959 |                         |       |                    |  |

| 4 aprilie 1959 | Flamura roșie Sibiu | 6 – 5 | Constructorul Timișoara | Stadionul de educație fizică, Sibiu |
| 4 aprilie 1959 | (3–1)               |       |                         | Stadionul de educație fizică, Sibiu |
| 4 aprilie 1959 |                     |       |                         | Stadionul de educație fizică, Sibiu |

| 4 aprilie 1959 | ILEFOR Târgu Mureș | 4 – 2 | Știința Timișoara | Stadionul orășenesc, Târgu Mureș |
| 4 aprilie 1959 | (2–1)              |       |                   | Stadionul orășenesc, Târgu Mureș |
| 4 aprilie 1959 |                    |       |                   | Stadionul orășenesc, Târgu Mureș |

| 4 aprilie 1959 | Gloria Sighișoara | 3 – 6 | Tractorul Brașov | Sighișoara |
| 4 aprilie 1959 | (3–3)             |       |                  | Sighișoara |
| 4 aprilie 1959 |                   |       |                  | Sighișoara |

| 4 aprilie 1959 | C.S.U. București | 4 – 3 | Măgura Codlei | Arbitri: Covaci |
| 4 aprilie 1959 | (2–3)            |       |               | Arbitri: Covaci |
| 4 aprilie 1959 |                  |       |               | Arbitri: Covaci |

| 4 aprilie 1959 | Record Mediaș | 8 – 6 | Rapid București | Stadionul orășenesc, Mediaș Asistență: 4.000 |
| 4 aprilie 1959 | (4–3)         |       |                 | Stadionul orășenesc, Mediaș Asistență: 4.000 |
| 4 aprilie 1959 |               |       |                 | Stadionul orășenesc, Mediaș Asistență: 4.000 |

### Etapa a XIV-a
| 11 aprilie 1959 17:00 | Olimpia București | 7 – 2 | C.S.U. București | Stadionul Tineretului, București |
| 11 aprilie 1959 17:00 | (6–1)             |       |                  | Stadionul Tineretului, București |
| 11 aprilie 1959 17:00 |                   |       |                  | Stadionul Tineretului, București |

| 12 aprilie 1959 10:00 | Rapid București | 3 – 4 | Flamura roșie Sibiu | Stadionul Giulești, București |
| 12 aprilie 1959 10:00 | (2–3)           |       |                     | Stadionul Giulești, București |
| 12 aprilie 1959 10:00 |                 |       |                     | Stadionul Giulești, București |

| 12 aprilie 1959 | Tractorul Brașov | 9 – 8 | Cetatea Bucur București | Stadionul „Tractorul”, Brașov |
| 12 aprilie 1959 | Stark 3          | (3–6) | Vasile 3                | Stadionul „Tractorul”, Brașov |
| 12 aprilie 1959 |                  |       |                         | Stadionul „Tractorul”, Brașov |

| 12 aprilie 1959 | Constructorul Timișoara | 5 – 4 | Gloria Sighișoara                    | Timișoara |
| 12 aprilie 1959 | Pîrloagă 4              | (4–2) | Keul, Wonnerth, Cristea, Fabritius 1 | Timișoara |
| 12 aprilie 1959 |                         |       |                                      | Timișoara |

| 12 aprilie 1959 | Măgura Codlei | 2 – 6 | ILEFOR Târgu Mureș | Codlea |
| 12 aprilie 1959 | (1–4)         |       |                    | Codlea |
| 12 aprilie 1959 |               |       |                    | Codlea |

| 12 aprilie 1959 | Știința Timișoara | 6 – 1 | Record Mediaș | Stadionul Știința, Timișoara |
| 12 aprilie 1959 | (4–0)             |       |               | Stadionul Știința, Timișoara |
| 12 aprilie 1959 |                   |       |               | Stadionul Știința, Timișoara |

### Etapa a XV-a
| 19 aprilie 1959 10:00 | Cetatea Bucur București | 8 – 3 | Constructorul Timișoara | Stadionul „23 August”, teren II, București Arbitri: Jeni Dumitru |
| 19 aprilie 1959 10:00 | (5–1)                   |       |                         | Stadionul „23 August”, teren II, București Arbitri: Jeni Dumitru |
| 19 aprilie 1959 10:00 |                         |       |                         | Stadionul „23 August”, teren II, București Arbitri: Jeni Dumitru |

| 19 aprilie 1959 17:15 | C.S.U. București | 7 – 8 | Tractorul Brașov | Stadionul Tineretului, București |
| 19 aprilie 1959 17:15 | Niculescu 3      | (2–4) | Stark 5          | Stadionul Tineretului, București |
| 19 aprilie 1959 17:15 |                  |       |                  | Stadionul Tineretului, București |

| 19 aprilie 1959 | Record Mediaș | 5 – 5 | Măgura Codlei | Stadionul orășenesc, Mediaș |
| 19 aprilie 1959 | Zintz 3       | (3–3) |               | Stadionul orășenesc, Mediaș |
| 19 aprilie 1959 |               |       |               | Stadionul orășenesc, Mediaș |

| 19 aprilie 1959 | ILEFOR Târgu Mureș | 2 – 3 | Olimpia București | Stadionul orășenesc, Târgu Mureș |
| 19 aprilie 1959 | (0–0)              |       |                   | Stadionul orășenesc, Târgu Mureș |
| 19 aprilie 1959 |                    |       |                   | Stadionul orășenesc, Târgu Mureș |

| 19 aprilie 1959 | Știința Timișoara | 1 – 2 | Rapid București | Stadionul Știința, Timișoara |
| 19 aprilie 1959 | (0–2)             |       |                 | Stadionul Știința, Timișoara |
| 19 aprilie 1959 |                   |       |                 | Stadionul Știința, Timișoara |

| 19 aprilie 1959 | Gloria Sighișoara | 3 – 5 | Flamura roșie Sibiu | Sighișoara |
| 19 aprilie 1959 | (–)               |       |                     | Sighișoara |
| 19 aprilie 1959 |                   |       |                     | Sighișoara |

### Etapa a XVI-a
| 26 aprilie 1959 | Olimpia București | 8 – 2 | Record Mediaș |  |
| 26 aprilie 1959 |                   | (3–1) | ?0, Ziegler 1 |  |
| 26 aprilie 1959 |                   |       |               |  |

| 26 aprilie 1959 | Rapid București | 6 – 3 | Gloria Sighișoara |  |
| 26 aprilie 1959 |                 | (2–2) | Wonnerth 2        |  |
| 26 aprilie 1959 |                 |       |                   |  |

| 26 aprilie 1959 | Flamura roșie Sibiu | 2 – 3 | Cetatea Bucur București | Stadionul de educație fizică, Sibiu |
| 26 aprilie 1959 | (1–2)               |       |                         | Stadionul de educație fizică, Sibiu |
| 26 aprilie 1959 |                     |       |                         | Stadionul de educație fizică, Sibiu |

| 26 aprilie 1959 | Constructorul Timișoara | 2 – 7 | C.S.U. București | Timișoara |
| 26 aprilie 1959 | (1–3)                   |       |                  | Timișoara |
| 26 aprilie 1959 |                         |       |                  | Timișoara |

| 26 aprilie 1959 | Tractorul Brașov | 6 – 5 | ILEFOR Târgu Mureș | Stadionul „Tractorul”, Brașov |
| 26 aprilie 1959 | (2–4)            |       |                    | Stadionul „Tractorul”, Brașov |
| 26 aprilie 1959 |                  |       |                    | Stadionul „Tractorul”, Brașov |

| 26 aprilie 1959 | Măgura Codlei | 1 – 4 | Știința Timișoara | Codlea |
| 26 aprilie 1959 | (0–1)         |       |                   | Codlea |
| 26 aprilie 1959 |               |       |                   | Codlea |

### Etapa a XVII-a
| 3 mai 1959 11:00 | Cetatea Bucur București | 7 – 4 | Gloria Sighișoara | Stadionul „23 August”, teren II, București |
| 3 mai 1959 11:00 | (4–2)                   |       |                   | Stadionul „23 August”, teren II, București |
| 3 mai 1959 11:00 |                         |       |                   | Stadionul „23 August”, teren II, București |

| 3 mai 1959 16:00 | C.S.U. București | 8 – 6 | Flamura roșie Sibiu | Stadionul Tineretului, București |
| 3 mai 1959 16:00 | (6–4)            |       |                     | Stadionul Tineretului, București |
| 3 mai 1959 16:00 |                  |       |                     | Stadionul Tineretului, București |

| 3 mai 1959 | Măgura Codlei | 2 – 3 | Rapid București | Codlea |
| 3 mai 1959 | (0–1)         |       |                 | Codlea |
| 3 mai 1959 |               |       |                 | Codlea |

| 3 mai 1959 | Știința Timișoara | 3 – 3 | Olimpia București | Stadionul Știința, Timișoara |
| 3 mai 1959 | (1–3)             |       |                   | Stadionul Știința, Timișoara |
| 3 mai 1959 |                   |       |                   | Stadionul Știința, Timișoara |

| 3 mai 1959 | Record Mediaș | 4 – 4 | Tractorul Brașov | Stadionul orășenesc, Mediaș |
| 3 mai 1959 | Zintz 2       | (2–1) | Windt 2          | Stadionul orășenesc, Mediaș |
| 3 mai 1959 |               |       |                  | Stadionul orășenesc, Mediaș |

| 3 mai 1959 | ILEFOR Târgu Mureș | 6 – 08) | Constructorul Timișoara |  |
| 3 mai 1959 |                    |         |                         |  |
| 3 mai 1959 |                    |         |                         |  |

### Etapa a XVIII-a
| 7 mai 1959 17:00 | Olimpia București | 5 – 3 | Măgura Codlei | Stadionul Tineretului, București |
| 7 mai 1959 17:00 | Szőke 3           | (3–1) | Felteș 2      | Stadionul Tineretului, București |
| 7 mai 1959 17:00 |                   |       |               | Stadionul Tineretului, București |

| 7 mai 1959 18:00 | Rapid București | 4 – 6 | Cetatea Bucur București | Stadionul Giulești, București |
| 7 mai 1959 18:00 |                 | (3–3) | Vasile 5                | Stadionul Giulești, București |
| 7 mai 1959 18:00 |                 |       |                         | Stadionul Giulești, București |

| 7 mai 1959 | Gloria Sighișoara | 5 – 6 | C.S.U. București | Sighișoara |
| 7 mai 1959 | (2–2)             |       |                  | Sighișoara |
| 7 mai 1959 |                   |       |                  | Sighișoara |

| 7 mai 1959 | Flamura roșie Sibiu | 4 – 9 | ILEFOR Târgu Mureș | Stadionul de educație fizică, Sibiu |
| 7 mai 1959 | (2–3)               |       |                    | Stadionul de educație fizică, Sibiu |
| 7 mai 1959 |                     |       |                    | Stadionul de educație fizică, Sibiu |

| 7 mai 1959 | Constructorul Timișoara | 2 – 3 | Record Mediaș | Timișoara |
| 7 mai 1959 | Götz, Zamfirache 1      | (1–2) | Zintz 3       | Timișoara |
| 7 mai 1959 |                         |       |               | Timișoara |

| 7 mai 1959 | Tractorul Brașov | 5 – 4 | Știința Timișoara | Stadionul „Tractorul”, Brașov |
| 7 mai 1959 | (4–3)            |       |                   | Stadionul „Tractorul”, Brașov |
| 7 mai 1959 |                  |       |                   | Stadionul „Tractorul”, Brașov |

### Etapa a XIX-a
| 10 mai 1959 | C.S.U. București | 5 – 9 | Cetatea Bucur București | Stadionul Tineretului, București |
| 10 mai 1959 |                  | (4–6) | Dumitrescu 6            | Stadionul Tineretului, București |
| 10 mai 1959 |                  |       |                         | Stadionul Tineretului, București |

| 10 mai 1959 | Olimpia București | 9 – 1 | Rapid București |  |
| 10 mai 1959 | Szőke 7           | (3–1) | Scheip 1        |  |
| 10 mai 1959 |                   |       |                 |  |

| 10 mai 1959 | Măgura Codlei | 2 – 7 | Tractorul Brașov | Codlea |
| 10 mai 1959 | (0–3)         |       |                  | Codlea |
| 10 mai 1959 |               |       |                  | Codlea |

| 10 mai 1959 | Știința Timișoara | 3 – 2 | Constructorul Timișoara | Stadionul Știința, Timișoara |
| 10 mai 1959 | (1–1)             |       |                         | Stadionul Știința, Timișoara |
| 10 mai 1959 |                   |       |                         | Stadionul Știința, Timișoara |

| 10 mai 1959 | Record Mediaș | 2 – 7 | Flamura roșie Sibiu |  |
| 10 mai 1959 | Iuga, Zintz 1 | (1–3) | Dobre 3             |  |
| 10 mai 1959 |               |       |                     |  |

| 10 mai 1959 | ILEFOR Târgu Mureș | 7 – 3 | Gloria Sighișoara | Stadionul orășenesc, Târgu Mureș |
| 10 mai 1959 | (5–0)              |       |                   | Stadionul orășenesc, Târgu Mureș |
| 10 mai 1959 |                    |       |                   | Stadionul orășenesc, Târgu Mureș |

### Etapa a XX-a
| 17 mai 1959 12:30 | Cetatea Bucur București | 4 – 5 | ILEFOR Târgu Mureș | Stadionul Dinamo, București |
| 17 mai 1959 12:30 | (3–4)                   |       |                    | Stadionul Dinamo, București |
| 17 mai 1959 12:30 |                         |       |                    | Stadionul Dinamo, București |

| 17 mai 1959 12:30 | Rapid București | 4 – 5 | C.S.U. București | Stadionul Giulești, București |
| 17 mai 1959 12:30 | Miclea 2        | (3–4) | Jianu 3          | Stadionul Giulești, București |
| 17 mai 1959 12:30 |                 |       |                  | Stadionul Giulești, București |

| 17 mai 1959 | Gloria Sighișoara | 2 – 1 | Record Mediaș | Sighișoara |
| 17 mai 1959 | (1–0)             |       |               | Sighișoara |
| 17 mai 1959 |                   |       |               | Sighișoara |

| 17 mai 1959 | Flamura roșie Sibiu | 6 – 2 | Știința Timișoara | Stadionul de educație fizică, Sibiu |
| 17 mai 1959 | (3–1)               |       |                   | Stadionul de educație fizică, Sibiu |
| 17 mai 1959 |                     |       |                   | Stadionul de educație fizică, Sibiu |

| 17 mai 1959 | Constructorul Timișoara | 7 – 2 | Măgura Codlei | Timișoara |
| 17 mai 1959 | (4–0)                   |       |               | Timișoara |
| 17 mai 1959 |                         |       |               | Timișoara |

| 17 mai 1959 | Tractorul Brașov | 6 – 99) | Olimpia București | Stadionul „Tractorul”, Brașov |
| 17 mai 1959 | (3–2)            |         |                   | Stadionul „Tractorul”, Brașov |
| 17 mai 1959 |                  |         |                   | Stadionul „Tractorul”, Brașov |

### Etapa a XXI-a
| 24 mai 1959 11:00 | Olimpia București | 8 – 3 | Constructorul Timișoara | Stadionul Tineretului, București |
| 24 mai 1959 11:00 | (5–1)             |       |                         | Stadionul Tineretului, București |
| 24 mai 1959 11:00 |                   |       |                         | Stadionul Tineretului, București |

| 24 mai 1959 | Tractorul Brașov | 5 – 7 | Rapid București | Stadionul „Tractorul”, Brașov |
| 24 mai 1959 | (3–4)            |       |                 | Stadionul „Tractorul”, Brașov |
| 24 mai 1959 |                  |       |                 | Stadionul „Tractorul”, Brașov |

| 24 mai 1959 | Măgura Codlei | 1 – 4 | Flamura roșie Sibiu10) | Codlea |
| 24 mai 1959 | (0–3)         |       |                        | Codlea |
| 24 mai 1959 |               |       |                        | Codlea |

| 24 mai 1959 | Știința Timișoara | 5 – 1 | Gloria Sighișoara | Stadionul Știința, Timișoara |
| 24 mai 1959 | (1–0)             |       |                   | Stadionul Știința, Timișoara |
| 24 mai 1959 |                   |       |                   | Stadionul Știința, Timișoara |

| 24 mai 1959 | Record Mediaș | 3 – 8 | Cetatea Bucur București |  |
| 24 mai 1959 | (1–5)         |       |                         |  |
| 24 mai 1959 |               |       |                         |  |

| 24 mai 1959 | ILEFOR Târgu Mureș11) | 5 – 4 | C.S.U. București | Stadionul orășenesc, Târgu Mureș |
| 24 mai 1959 | (3–1)                 |       |                  | Stadionul orășenesc, Târgu Mureș |
| 24 mai 1959 |                       |       |                  | Stadionul orășenesc, Târgu Mureș |

### Etapa a XXII-a
| 31 mai 1959 | Rapid București             | 3 – 1 | ILEFOR Târgu Mureș | Stadionul Giulești, București |
| 31 mai 1959 | Drăghici, Miclea, Brînzei 1 | (1–1) | Covrig 1           | Stadionul Giulești, București |
| 31 mai 1959 |                             |       |                    | Stadionul Giulești, București |

| 31 mai 1959 | Cetatea Bucur București | 7 – 2 | Știința Timișoara |  |
| 31 mai 1959 | Dumitrescu 3            | (3–2) | Vaida, Kontz 1    |  |
| 31 mai 1959 |                         |       |                   |  |

| 31 mai 1959 | C.S.U. București | 5 – 3 | Record Mediaș |  |
| 31 mai 1959 | Coșug, Jianu 2   | (3–0) | Seidner 2     |  |
| 31 mai 1959 |                  |       |               |  |

| 31 mai 1959 | Gloria Sighișoara | 2 – 4 | Măgura Codlei | Sighișoara |
| 31 mai 1959 | (2–0)             |       |               | Sighișoara |
| 31 mai 1959 |                   |       |               | Sighișoara |

| 31 mai 1959 | Flamura roșie Sibiu | 6 – 4 | Olimpia București | Stadionul de educație fizică, Sibiu |
| 31 mai 1959 | Gross, Waltzer 2    | (3–1) | Szőke 4           | Stadionul de educație fizică, Sibiu |
| 31 mai 1959 |                     |       |                   | Stadionul de educație fizică, Sibiu |

| 31 mai 1959 | Constructorul Timișoara | 3 – 6 | Tractorul Brașov | Timișoara |
| 31 mai 1959 | Sandu 2                 | (0–3) | Stark 5          | Timișoara |
| 31 mai 1959 |                         |       |                  | Timișoara |

## Barajul de promovare
Etapele și calendarul campionatului de calificare și turneului de baraj au fost anunțate pe 2 iunie 1959. Într-o primă etapă, echipele campioane ale regiunilor au fost împărțite în două serii și au jucat, în mai multe faze, meciuri pe terenuri neutre. Într-o a doua etapă, câștigătoarele celor două serii au avansat la turneul de baraj, unde au întâlnit formațiile Record Mediaș și Constructorul Timișoara, clasate pe locurile 9 și 10 în ediția 1958-1959 a campionatului republican.

### Etapa I

#### Seria I
| 7 iunie 1959 | CSM Reșița | 10 – 1 | Dinamo Craiova | Turnu Severin |
| 7 iunie 1959 | (5–0)      |        |                | Turnu Severin |
| 7 iunie 1959 |            |        |                | Turnu Severin |

| 7 iunie 1959 | Stăruința Sighet | 4 – 2 | Tipografia Oradea | Cluj |
| 7 iunie 1959 | (1–1)            |       |                   | Cluj |
| 7 iunie 1959 |                  |       |                   | Cluj |

| 7 iunie 1959 | 1 Mai Petrești | 0 – 1 | Harghita Odorhei | Mediaș |
| 7 iunie 1959 | (0–0)          |       |                  | Mediaș |
| 7 iunie 1959 |                |       |                  | Mediaș |

#### Seria a II-a
| 7 iunie 1959 | Confecția București | 2 – 212) | Spartac Constanța | Buzău |
| 7 iunie 1959 | (1–0)               |          |                   | Buzău |
| 7 iunie 1959 |                     |          |                   | Buzău |

| 7 iunie 1959 | Textila Botoșani | ? – ? | CSM Galați | Bacău |
| 7 iunie 1959 | (–)              |       |            | Bacău |
| 7 iunie 1959 |                  |       |            | Bacău |

| 7 iunie 1959 | Textila Buhuși | ? – ? | Campioana Regiunii București | Ploiești |
| 7 iunie 1959 | (–)            |       |                              | Ploiești |
| 7 iunie 1959 |                |       |                              | Ploiești |

### Etapa a II-a

#### Seria I
| 14 iunie 1959 | CSM Reșița13) | ? – ? | Stăruința Sighet13) | Sibiu |
| 14 iunie 1959 | (–)           |       |                     | Sibiu |
| 14 iunie 1959 |               |       |                     | Sibiu |

| 14 iunie 1959 | Harghita Odorhei14) | ? – ? | Făclia Bistrița | Ploiești |
| 14 iunie 1959 | (–)                 |       |                 | Ploiești |
| 14 iunie 1959 |                     |       |                 | Ploiești |

#### Seria a II-a
| 14 iunie 1959 | Câștigătoarea jocului 1 | ? – ? | Câștigătoarea jocului 2 | Focșani |
| 14 iunie 1959 | (–)                     |       |                         | Focșani |
| 14 iunie 1959 |                         |       |                         | Focșani |

| 14 iunie 1959 | Textila Buhuși15) | ? – ? | Campioana Regiunii Stalin | Ploiești |
| 14 iunie 1959 | (–)               |       |                           | Ploiești |
| 14 iunie 1959 |                   |       |                           | Ploiești |

### Etapa a III-a
| 21 iunie 1959 | Textila Buhuși | – | Spartac Mediaș | Ploiești |
| 21 iunie 1959 | (–)            |   |                | Ploiești |
| 21 iunie 1959 |                |   |                | Ploiești |

| 21 iunie 1959 | CSM Reșița | ? – ? | ? |  |
| 21 iunie 1959 | (–)        |       |   |  |
| 21 iunie 1959 |            |       |   |  |

### Turneul de baraj
Turneul de baraj s-a desfășurat pe Stadionul Petrolul din Ploiești. La finalul său, CSM Reșița a promovat, iar Constructorul Timișoara a rămas în categoria A a campionatului republican, în timp ce Record Mediaș a retrogradat în campionatul de calificare.
| Poz. | Echipa                  | J | V | E | Î | GM | GP | DG  | P | Promovare sau retrogradare          |
| ---- | ----------------------- | - | - | - | - | -- | -- | --- | - | ----------------------------------- |
| ▲ 1  | CSM Reșița              | 3 | 2 | 1 | 0 | 16 | 12 | + 4 | 5 | Promovată în categoria A            |
| ▬ 2  | Constructorul Timișoara | 3 | 1 | 2 | 0 | 13 | 12 | + 1 | 4 | Rămasă în categoria A               |
| ▼ 3  | Record Mediaș           | 3 | 1 | 1 | 1 | 15 | 15 | 0 0 | 3 | Retrogradată                        |
| ▬ 4  | Textila Buhuși          | 3 | 0 | 0 | 3 | 8  | 13 | – 5 | 0 | Rămasă în campionatul de calificare |

| 5 iulie 1959 | Constructorul Timișoara | 4 – 4 | CSM Reșița | Stadionul Petrolul, Ploiești |
| 5 iulie 1959 | (3–2)                   |       |            | Stadionul Petrolul, Ploiești |
| 5 iulie 1959 |                         |       |            | Stadionul Petrolul, Ploiești |

| 5 iulie 1959 | Record Mediaș | 5 – 2 | Textila Buhuși | Stadionul Petrolul, Ploiești |
| 5 iulie 1959 | (2–1)         |       |                | Stadionul Petrolul, Ploiești |
| 5 iulie 1959 |               |       |                | Stadionul Petrolul, Ploiești |

| 7 iulie 1959 | Record Mediaș | 7 – 7 | Constructorul Timișoara | Stadionul Petrolul, Ploiești Arbitri: E. Vlaiculescu |
| 7 iulie 1959 | Zintz 3       | (2–2) | Zamfirache 3            | Stadionul Petrolul, Ploiești Arbitri: E. Vlaiculescu |
| 7 iulie 1959 |               |       |                         | Stadionul Petrolul, Ploiești Arbitri: E. Vlaiculescu |

| 7 iulie 1959 | CSM Reșița | 6 – 5 | Textila Buhuși | Stadionul Petrolul, Ploiești Arbitri: P. Cobilici |
| 7 iulie 1959 | Gavrilă 2  | (4–5) | Grigoraș 3     | Stadionul Petrolul, Ploiești Arbitri: P. Cobilici |
| 7 iulie 1959 |            |       |                | Stadionul Petrolul, Ploiești Arbitri: P. Cobilici |

| 9 iulie 1959 | Record Mediaș | 3 – 6 | CSM Reșița     | Stadionul Petrolul, Ploiești |
| 9 iulie 1959 | Ziegler 2     | (1–3) | Adam, Eremia 2 | Stadionul Petrolul, Ploiești |
| 9 iulie 1959 |               |       |                | Stadionul Petrolul, Ploiești |

| 9 iulie 1959 | Constructorul Timișoara | 2 – 1 | Textila Buhuși | Stadionul Petrolul, Ploiești |
| 9 iulie 1959 | ?0, Zamfirache 1        | (1–1) |                | Stadionul Petrolul, Ploiești |
| 9 iulie 1959 |                         |       |                | Stadionul Petrolul, Ploiești |